# Scotland, Connecticut
Scotland är en kommun (town) i Windham County i delstaten Connecticut, USA. Vid folkräkningen år 2000 bodde 1 556 personer på orten. Den har enligt United States Census Bureau en area på totalt 48,4 km² varav 0,1 km² är vatten.